# Lialis
Genre
Lialis est un genre de geckos de la famille des Pygopodidae.

## Répartition
Les espèces de ce genre se rencontrent en Australie et en Indonésie.

## Description
Les espèces de ce genre sont apodes et sont ovipares.

## Liste des espèces
Selon The Reptile Database (7 février 2013) :
- Lialis burtonis Gray, 1835
- Lialis jicari Boulenger, 1903

## Publication originale
- Gray, 1835 "1834" : Characters of a new genus of reptiles (Lialis) from New South Wales. Proceedings of the Zoological Society of London, vol. 1834, p. 134-135 (texte intégral).